# Cziráki Lajos
Cziráki Lajos (Hegyeshalom, 1917. január 6. – Győr, 2003. június 1.) Munkácsy-díjas magyar festő, grafikus.

## Élete
Középiskolai tanulmányait a pápai Bencés Gimnáziumban végezte 1936-ban. 1944-ben végzett a Képzőművészeti Főiskolán, mesterei Szőnyi István, Kisfaludi Strobl Zsigmond (szobrászat) és Varga Nándor Lajos (grafika) voltak. Colmari tartózkodása alatt hatást gyakorolt rá Otto Dix és Matthias Grünewald. 1946-ban Győrbe tért vissza, ahol a festészettől visszavonult, 1959-től kezdve alkotott újra. Itáliai tartózkodása után Dante irodalma is hatott műveinek témáira. 1940-től szerepelt kiállításokon.
Művészeti hagyatékának egy részét a Városi Művészeti Múzeum, valamint a Xántus János Múzeum őrzi.

## Emlékezete
- Nevét viseli a Váczy Péter-gyűjtemény kamara-kiállítóterme.
- Győrött a Széchenyi István Egyetem Apáczai Csere János Kar épületén található emléktáblája.

## Díjak, elismerések
- 1940: Szinyei Társaság festészeti díja
- 1942: Főváros Festészeti díja
- 1942–44: Római ösztöndíj
- 1945–46: Colmar
- 1986: Munkácsy-díj

## Egyéni kiállítások
- 1961 • Műcsarnok, Győr
- 1967 • Csók Galéria, Budapest (leporelló)
- 1968 • Megyei Képtár, Győr
- 1971 • Műcsarnok, Győr
- 1974 • TV Galéria
- 1977 • Városi Képtár, Győr • Bazovszky Galéria, Trencsén • Derkovits Terem, Budapest
- 1978 • Helytörténeti Múzeum, Pápa
- 1979 • Művelődési Ház, Tapolca • Lamberg Kastélymúzeum, Mór • Balatoni Galéria, Balatonfüred
- 1980 • Kisalföld Galéria, Győr • Pesterzsébeti Múzeum, Budapest
- 1982 • Városi Képtár, Győr
- 1984 • Csók Galéria, Budapest • Miskolci Galéria, Miskolc • Hamburg
- 1985 • Fészek Klub, Budapest • Szolnoki Galéria, Szolnok • Somogyi Képtár, Kaposvár
- 1987 • Csontváry Galéria, Budapest
- 1988 • Művelődési Központ [Szász Endrével], Kapuvár
- 1990 • Csontváry Galéria, Budapest
- 1992 • Városi Képtár, Győr (kat.)
- 1994 • TM Galéria • M. d'Unterlinden, Colmar
- 1997 • Tihanyi Múzeum, Tihany • TM Galéria (kat.) • Városi Művészeti Múzeum, Győr.

## Művek közgyűjteményekben
- Magyar Nemzeti Galéria, Budapest
- New Jersey Museum
- Tornyai János Múzeum, Hódmezővásárhely
- Xántus János Múzeum, Győr